# سيمون فريث
سيمون فريث (بالإنجليزية: Simon Frith)‏ هو عالم موسيقى بريطاني، ولد في 25 يونيو 1946.